# Millennium Bridge
El Puente del Milenio (en inglés: Millenium Bridge) es un puente colgante de acero para uso peatonal que cruza el río Támesis en Londres, Inglaterra (Reino Unido), uniendo la zona de Bankside con la City de Londres. Es el primer puente en el centro de Londres en cruzar el Támesis desde que se construyera el Tower Bridge, o Puente de la Torre, en 1894. Es propiedad de la Bridge House Estates, una fundación benéfica que también se encarga de su mantenimiento, y que es supervisada por la Corporación de la City de Londres. Las obras de construcción comenzaron en 1998 y abrió al público en junio de 2000.
Los londinenses lo apodaron Wobbly Bridge (lit. «puente tambaleante») después de que los peatones experimentaran un movimiento de balanceo alarmante en su día inaugural. El puente se cerró más tarde ese día y, después de dos días de acceso limitado, se cerró nuevamente durante casi dos años para poder realizar modificaciones y reparaciones para mantener el puente estable y detener el movimiento de balanceo. Reabrió en febrero de 2002.
Se localiza entre el Puente de Southwark y el Puente de Blackfriars. El lado sur del puente se encuentra cerca del teatro The Globe, de la Galería de Bankside y del Tate Modern. El lado norte del puente se encuentra cerca de la City of London School y de la Catedral de San Pablo. El alineamiento del puente es tal que presenta una vista libre de la fachada sur de la Catedral de San Pablo, enmarcada por los soportes del puente.

## Diseño

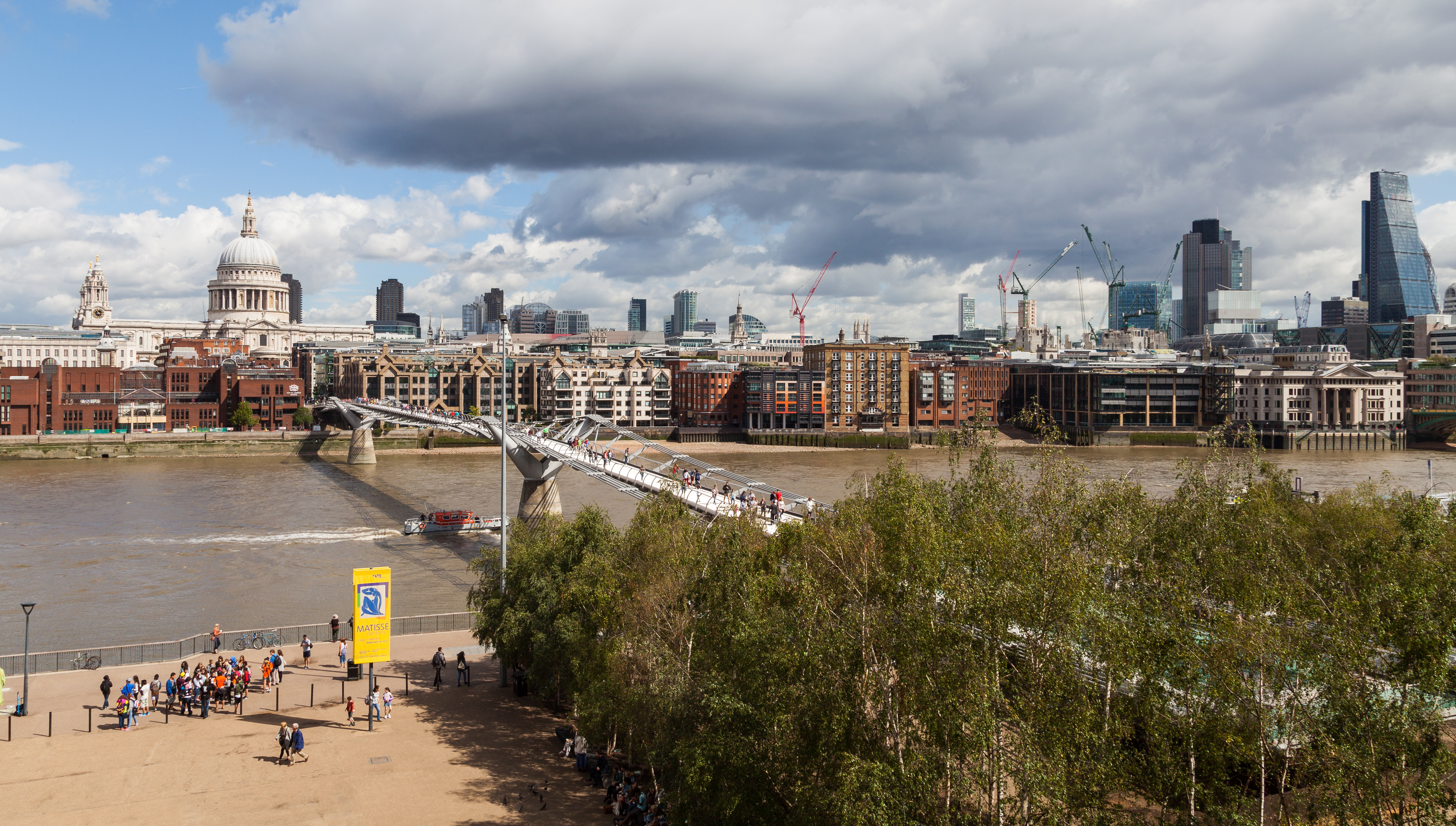
El puente visto desde la Tate Modern.

El diseño del puente fue elegido por concurso, en 1996 por el concilio de Southwark. El diseño ganador fue muy innovador, y fue realizado por Arup, por Foster and Partners y por Anthony Caro. Debido a las restricciones de peso, y para mejorar la vista, la suspensión del puente tuvo que tener cables de apoyo bajo el nivel de la cubierta, dando una sensación de poca profundidad en las aguas. El puente tiene dos plataformas de soporte y está hecho en tres secciones de 81 m, 144 m, y 108 m (de norte a sur) con una estructura resultante de 325 m; la cubierta de aluminio mide 4 m de ancho. Los 8 cables que mantienen el puente en suspensión, están tensados para poder sostener 2000 toneladas de peso, lo suficiente para soportar a 5000 personas en el puente al mismo tiempo.

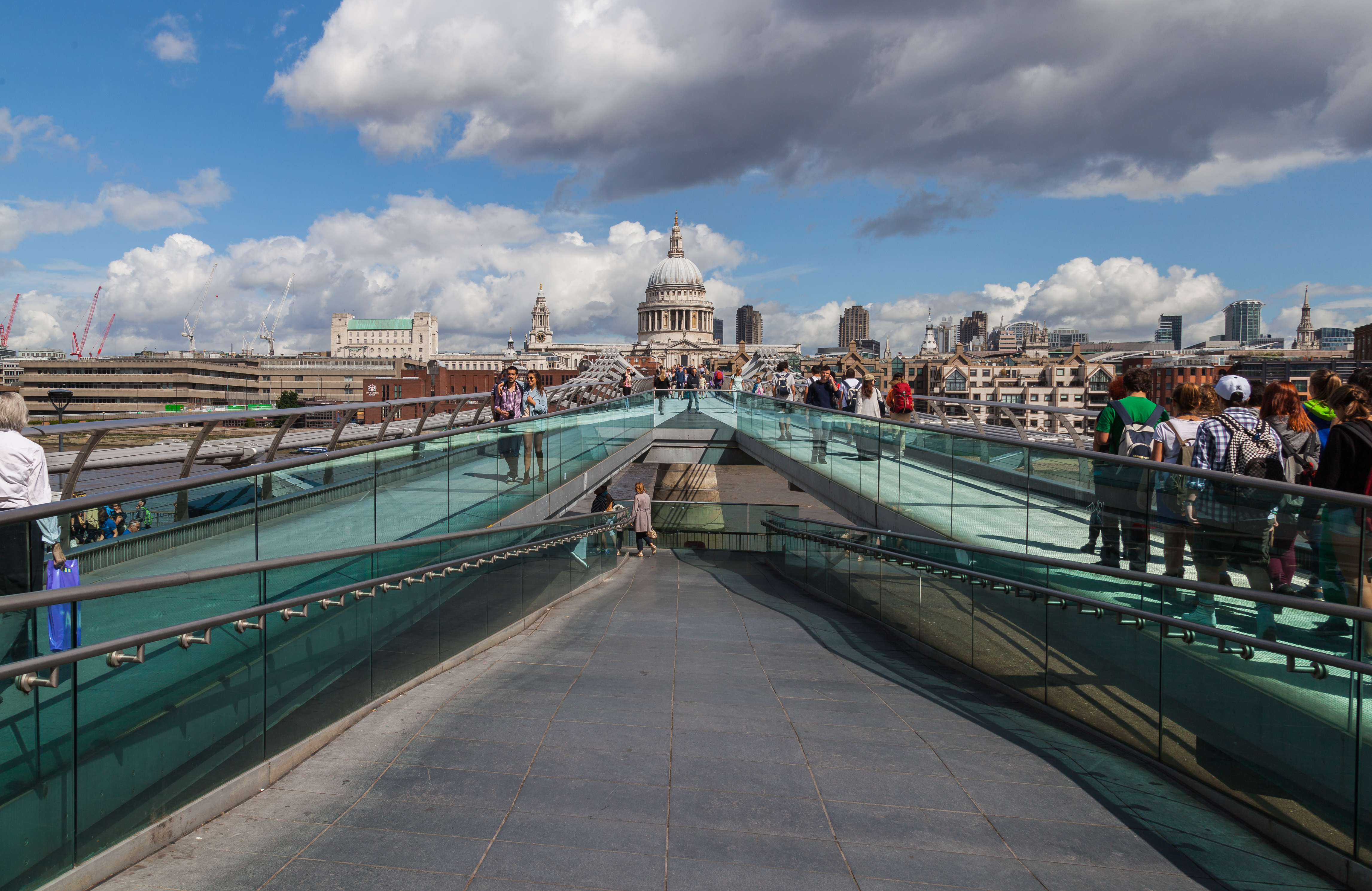
El Puente del Milenio y la catedral de San Pablo al fondo.

## Construcción
Por lo general, los puentes que cruzan el río Támesis requieren una ley del Parlamento. Para este puente, eso fue evitado por la Autoridad del Puerto de Londres al otorgar una licencia para la estructura, y la City de Londres y el municipio de Southwark de Londres otorgaron permiso de planificación. La construcción comenzó a fines de 1998 y las obras principales se iniciaron el 28 de abril de 1999 por Monberg & Thorsen y Sir Robert McAlpine Ltd. El puente tuvo un coste de 18,2 millones de £ (2,2 millones más de lo presupuestado), pagado principalmente por la Comisión del Milenio (Millennium Commission) y el London Bridge Trust.

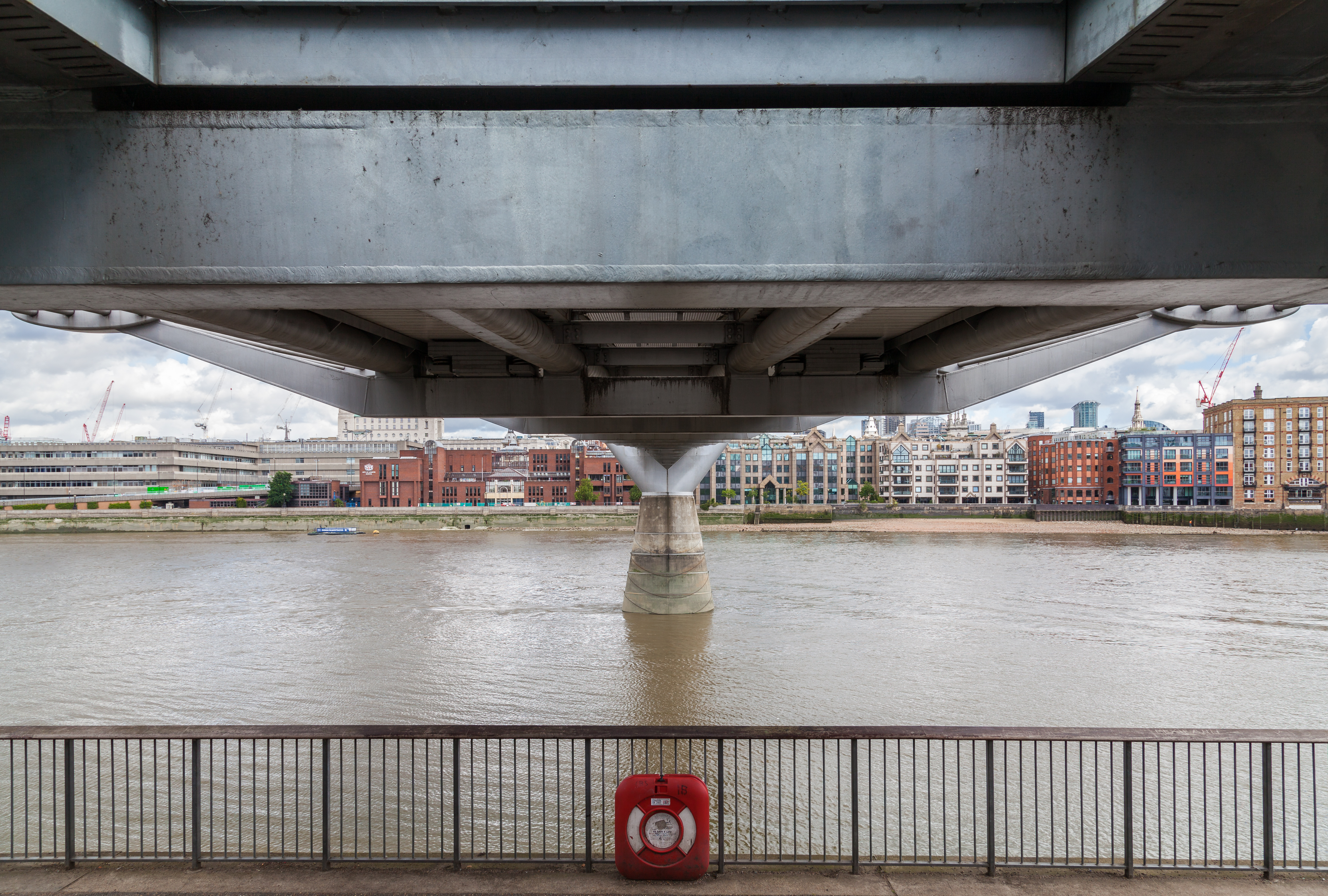
Vista inferior del puente.

## Inauguración
El puente fue abierto al público el 10 de junio de 2000, dos meses después de lo previsto.
La vibración lateral inesperada debido a la respuesta estructural resonante hizo que el puente se cerrara el 12 de junio para realizar modificaciones. Se intentó limitar el número de personas cruzando el puente, lo que dio lugar a largas colas, pero no fueron efectivas para amortiguar las vibraciones. El cierre del puente solo dos días después de la apertura atrajo críticas públicas como otro proyecto británico del Milenio de alto perfil que sufrió un revés embarazoso, similar a cuántos vieron el Millennium Dome.
La vibración se atribuyó a un fenómeno poco investigado por el cual los peatones que cruzan un puente que tiene una oscilación lateral tienen una tendencia inconsciente a hacer coincidir sus pasos con la oscilación, exacerbándolo. La tendencia de un puente colgante a balancearse verticalmente cuando las tropas marchan sobre él en el paso era bien conocida, razón por la cual se requiere que las tropas rompan el paso al cruzar dicho puente. Un ejemplo es el Albert Bridge de Londres, que tiene un letrero que data de 1873 que advierte marcha filas de soldados para romper el paso mientras cruzan.

## Resonancia
Los movimientos del puente fueron causados por un fenómeno de realimentación positiva, conocido como excitación lateral sincrónica. El movimiento de balanceo natural de las personas que caminan causó pequeños movimientos laterales de oscilación en el puente, lo que a su vez hizo que las personas en el puente se balancearan al paso, aumentando la amplitud de las oscilaciones del puente y reforzando continuamente el efecto, con una oscilación máxima fue de alrededor de 70 mm. El día de la apertura, el puente fue cruzado por unas 90 000 personas, con hasta 2000 en el puente al mismo tiempo.
Los modos de vibración resonantes debidos a cargas verticales (como trenes, tráfico o peatones) y cargas de viento se comprenden bien en el diseño de puentes. En este caso, debido a que el movimiento lateral hizo que los peatones participaran directamente con el puente, los diseñadores no habían previsto los modos vibratorios. Cuando el puente se tambalea hacia un lado, los peatones deben adaptarse para evitar caerse, y todos lo hacen al mismo tiempo. El efecto es similar al de los soldados marchando a la par, pero horizontal en lugar de vertical.
Los riesgos de vibración lateral en puentes ligeros son bien conocidos. Cualquier puente con modos de frecuencia lateral de menos de 1.3 Hz, y una masa suficientemente baja, podría presenciar el mismo fenómeno con suficiente carga peatonal. Cuanto mayor sea el número de personas, mayor será la amplitud de las vibraciones. Otros puentes que han visto problemas similares son el Auckland Harbour Bridge, con una frecuencia lateral de 0.67 Hz durante una manifestación en 1975 y el puente Birmingham NEC, con una frecuencia lateral de 0.7 Hz.

### Mitigación
Los ingenieros de Arup, la compañía que diseñó el puente, realizaron investigaciones sobre la oscilación inesperada que llamaron «excitación lateral sincrónica». Los primeros estudios de laboratorio utilizaron peatones en plataformas móviles en la Universidad de Southampton y Imperial College London. Más tarde, en 2000, un tramo del puente fue instrumentado y probado con grupos de hasta 275 personas.
Llegaron a la conclusión de que hacer que el puente fuera más rígido, con el fin de mover su frecuencia de resonancia fuera del rango de excitación, no era factible, ya que cambiaría su apariencia en gran medida. En cambio, la resonancia se controló reacondicionando 37 amortiguadores viscosos para disipar energía. Estos incluyen 17 tirantes largos en forma de V debajo de los paneles de la plataforma para controlar el movimiento lateral, 4 amortiguadores verticales a tierra para controlar los movimientos laterales y verticales, y 16 amortiguadores de muelle para controlar los movimientos laterales y torsionales. Además, 52 amortiguadores de masa agregan inercia para controlar el movimiento vertical. Las obras tuvieron lugar entre mayo de 2001 y enero de 2002 y costaron 5 millones de libras. Después de un período de prueba, el puente se volvió a abrir el 22 de febrero de 2002 y desde entonces no ha estado sujeto a vibraciones significativas. A pesar de que el remedio fue un éxito, el afectuoso epíteto de «puente tambaleante» (wobbly bridge) sigue siendo de uso común entre los londinenses.

Amortiguadores
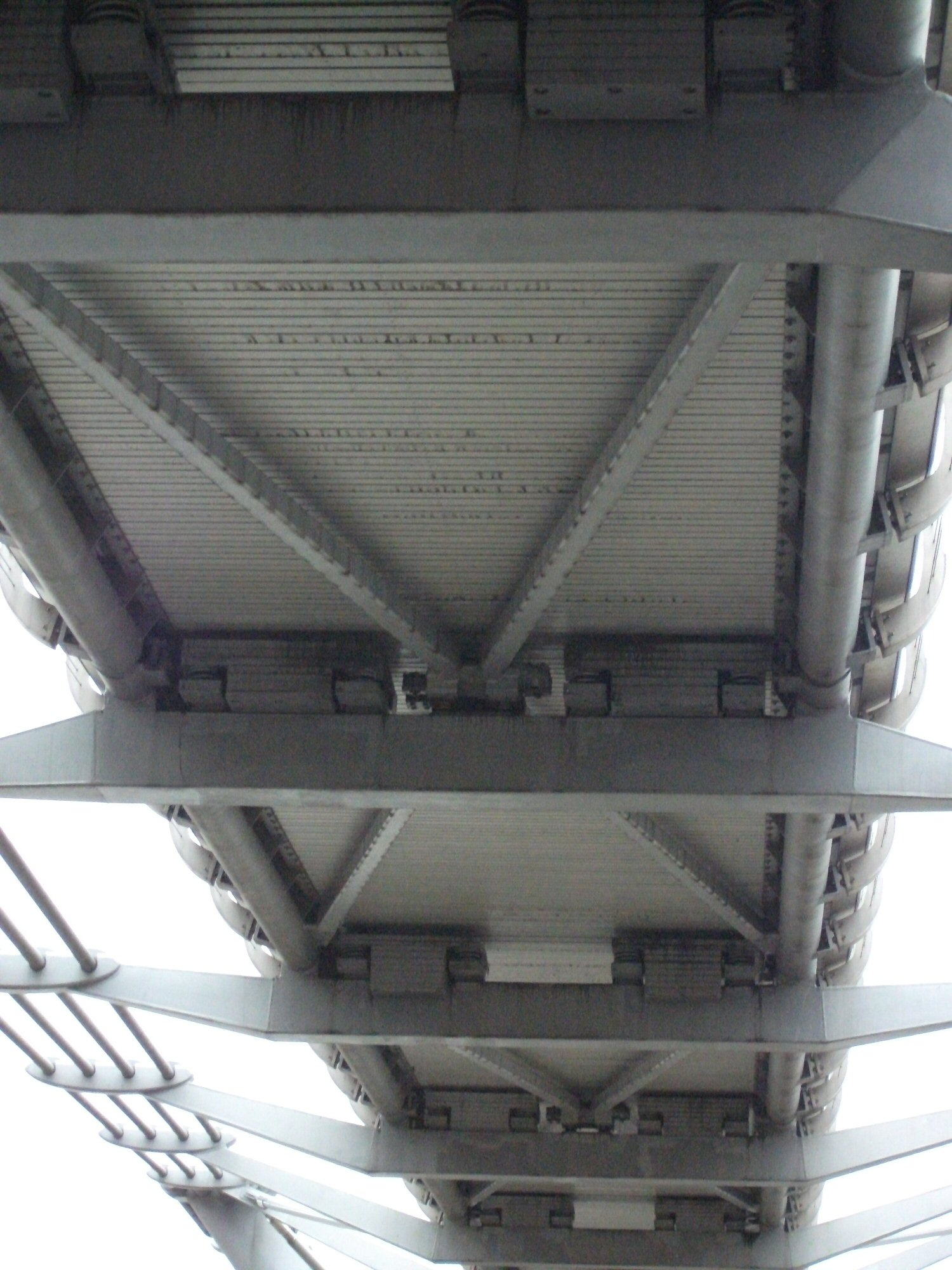
Amortiguadores en forma de «V».
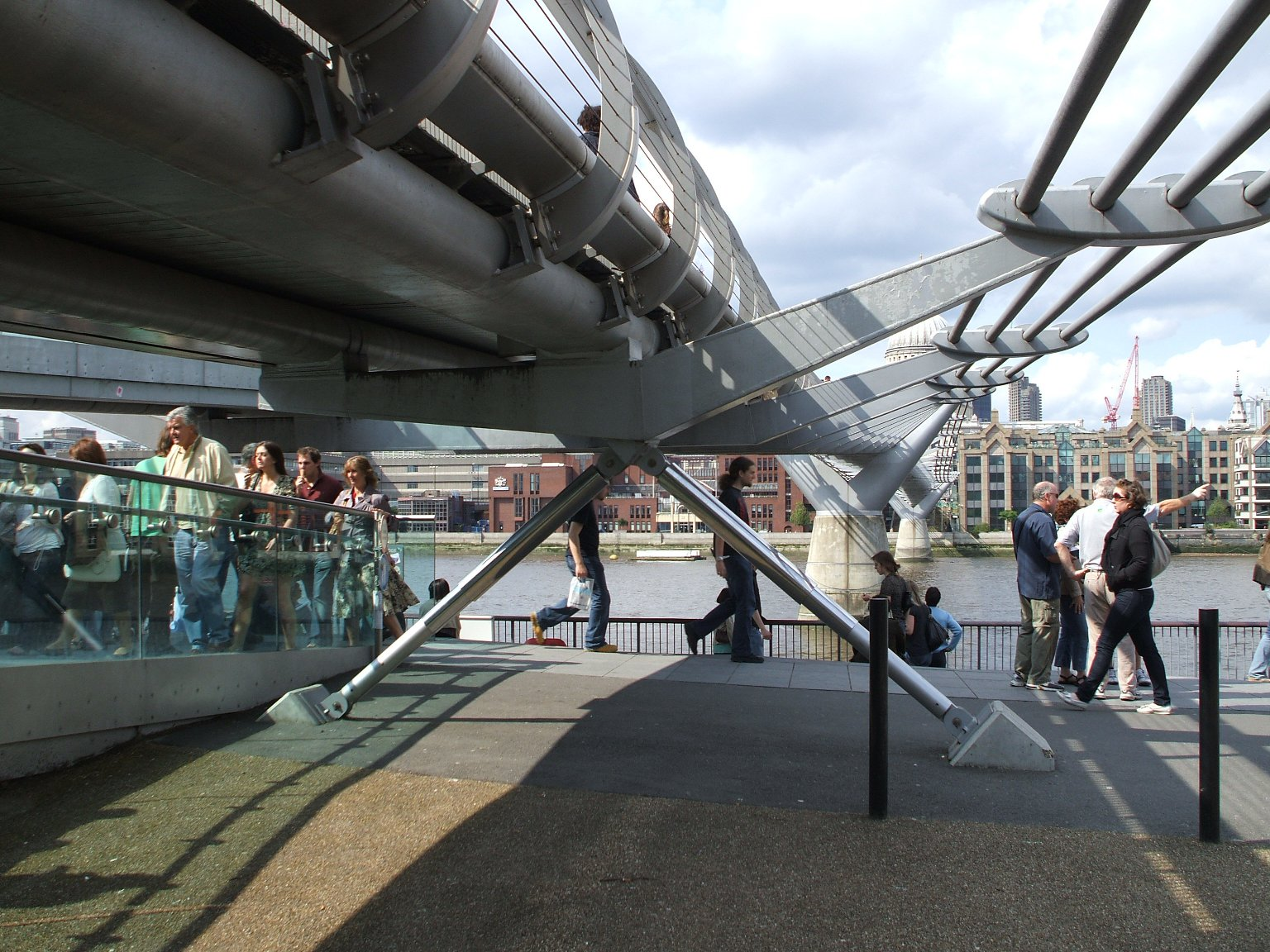
Amortiguadores verticales hacia el suelo.
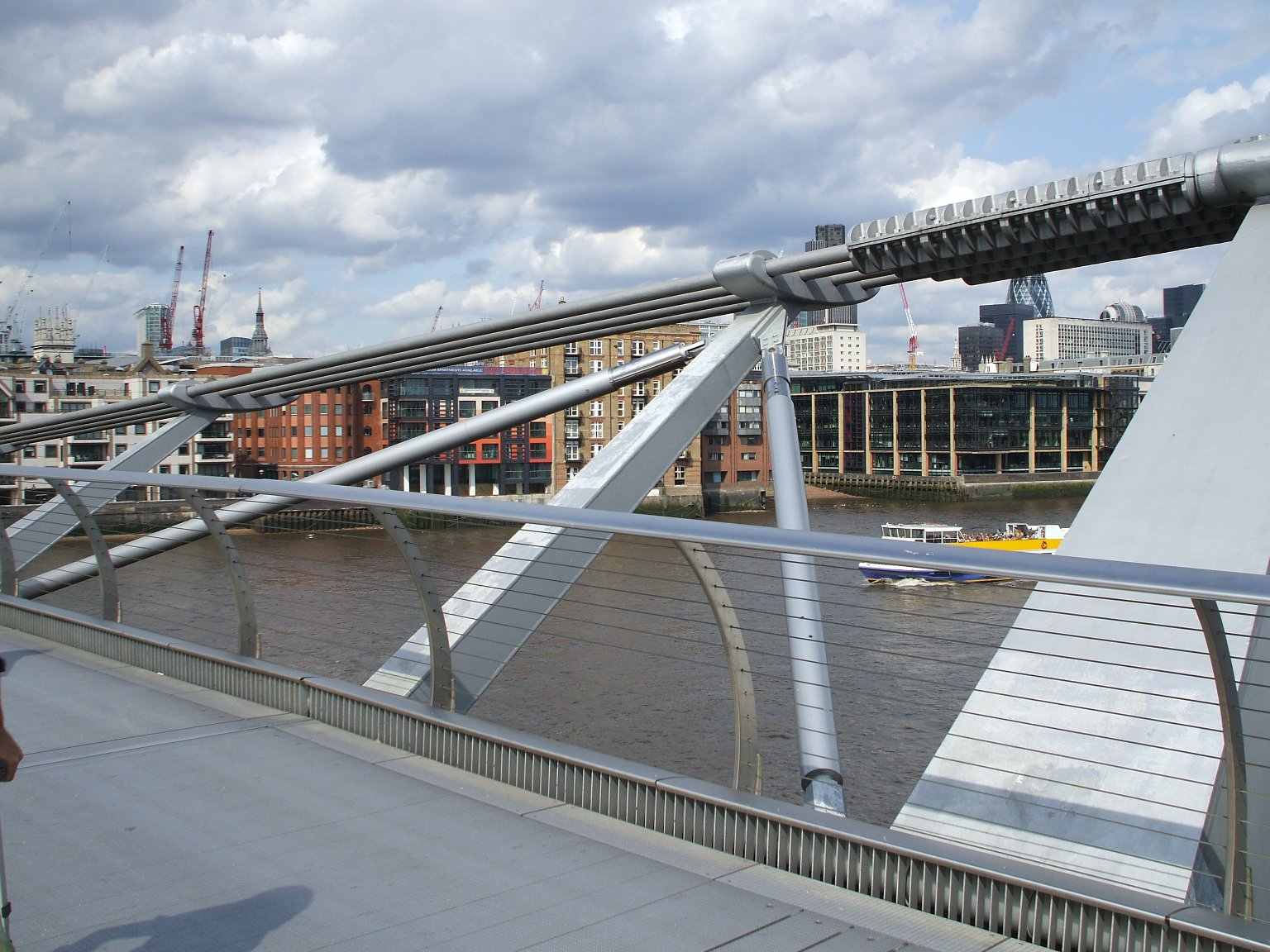
Amortiguadores del muelle.
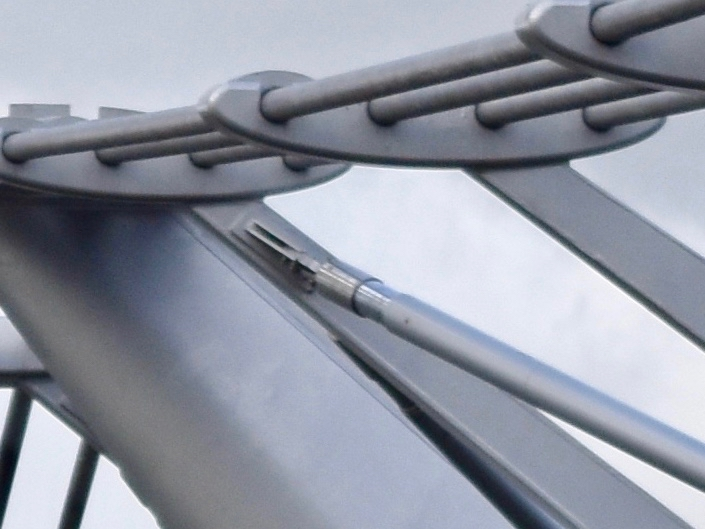
Final móvil del amortiguador del muelle.
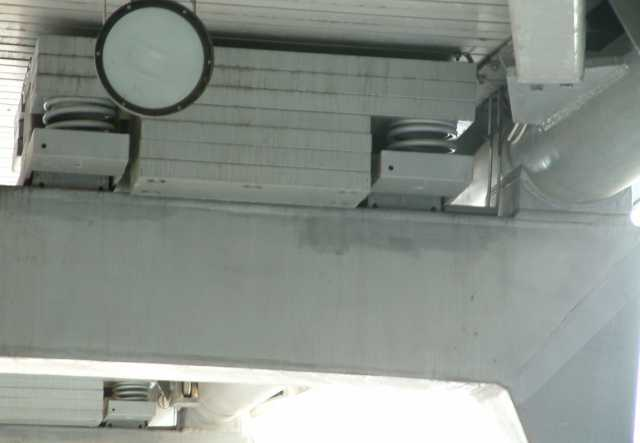
Amortiguador de masa.